# Seodaemun-gu
Seodaemun-gu ist ein Stadtbezirk im Nordwesten Seouls. Er grenzt im Nordwesten an Eunpyeong-gu, im Nordosten an Jongno-gu, im Südosten an Jung-gu und im Süden an Mapo-gu. Die Einwohnerzahl beträgt 307.406 (Stand: Mai 2021). Der Partnerstadtbezirk seit dem 3. Oktober 2003 ist Sumida, Tokio.
Das Wort Seodaemun setzt sich zusammen aus den drei Silben Seo = Westen, Dae = groß und Mun = Tür. Seodaemun lässt sich also als Westtor übersetzen.
In Seodaemun-gu befindet sich das berüchtigte Seodaemun-Gefängnis, in dem zwischen 1908 und 1945 koreanische Widerstandskämpfer unter der japanischen Herrschaft inhaftiert und häufig auch zu Tode gefoltert sowie hingerichtet worden sind.

## Bezirke

Administrative divisions

Seodaemun-gu besteht aus 14 Dongs:
- Sinchon-dong (신촌동 新村洞)
  - Daesin-dong (대신동 大新洞)
  - Bongwon-dong (봉원동 奉元洞)
  - Daehyeon-dong (대현동 大峴洞)
  - Changcheon-dong (창천동 滄川洞)
- Bukgajwa-dong (북가좌동 北加佐洞) 1∼2
- Bugahyeon-dong (북아현동 北阿峴洞)
- Cheonyeon-dong (천연동 天然洞)
  - Hyeonjeo-dong (현저동 峴底洞)
  - Naengcheon-dong (냉천동 冷泉洞)
  - Yeongcheon-dong (영천동 靈泉洞)
  - Okcheon-dong (옥천동 玉川洞)
- Chunghyeon-dong (충현동 忠峴洞)
  - Chungjeongno-dong (충정로동 忠正路洞)
  - Hap-dong (합동 蛤洞)
  - Migeun-dong (미근동 渼芹洞)
- Hongeun-dong (홍은동 弘恩洞) 1∼2
- Hongje-dong (홍제동 弘濟洞) 1∼3
- Namgajwa-dong (남가좌동 南加佐洞) 1∼2
- Yeonhui-dong (연희동 延禧洞)

## Sinchon (신촌)
Sinchon ist ein sehr beliebtes Ziel, da es mitten zwischen vier Universitäten liegt. Am Abend kommen viele der Studenten zum Essen und danach zum Trinken nach Sinchon.

## Bildungsstätten
- Yonsei-Universität
- Ewha Womans University

## Persönlichkeiten
- Yoon Suk-yeol (* 1960), Politiker